# Byron (Fond du Lac)
Byron es un pueblo ubicado en el condado de Fond du Lac en el estado estadounidense de Wisconsin. En el Censo de 2010 tenía una población de 1634 habitantes y una densidad poblacional de 17,27 personas por km².

## Geografía
Byron se encuentra ubicado en las coordenadas 43°40′10″N 88°27′47″O / 43.66944, -88.46306. Según la Oficina del Censo de los Estados Unidos, Byron tiene una superficie total de 94.64 km², de la cual 94.23 km² corresponden a tierra firme y (0.43 %) 0.41 km² es agua.

## Demografía
Según el censo de 2010, había 1634 personas residiendo en Byron. La densidad de población era de 17,27 hab./km². De los 1634 habitantes, Byron estaba compuesto por el 97.49 % blancos, el 0.12 % eran afroamericanos, el 0.61 % eran amerindios, el 0.31 % eran asiáticos, el 0 % eran isleños del Pacífico, el 0.67 % eran de otras razas y el 0.8 % pertenecían a dos o más razas. Del total de la población el 2.14 % eran hispanos o latinos de cualquier raza.